# 辻内崇伸
辻内 崇伸（つじうち たかのぶ、，1987年12月15日—）、是大阪桐蔭高校出身的棒球選手，曾經效力於讀賣巨人擔任投手。

## 球衣背號
- 15 （2006年 - 2008年）
- 39 （2009年 - 2010年）
- 98 （2011年 - 2013年）

## 外部連結
- 辻内崇伸在Baseball-Reference.com（小聯盟以及海外聯盟）（英语）
- 辻内崇伸在台灣棒球維基館上的頁面（繁體中文）